# Batalla de Vinh Yen
La batalla de Vinh Yen fue librada en la parte norte de Vietnam entre las fuerzas coloniales francesas mandadas por el mariscal Jean de Lattre de Tassigny y el Viet Minh al mando de Võ Nguyên Giáp durante la celebración del Tet (año nuevo vietnamita) a mediados de febrero de 1951.

## Antecedentes
Tras el desastre de la Ruta Colonial 4 había llegado a la Indochina el mariscal Alphonse Juin para remediar la situación; pero el conflicto argelino empeoraba y tuvo que ser sustituido por De Lattre, un veterano tanto de la Primera Guerra Mundial, donde había mandado un regimiento, como de la Segunda Guerra Mundial, donde mandó la 14ª División de infantería frente a la todopoderosa Wehrmacht. De Lattre estaba muy acostumbrado a enfrentarse con situaciones difíciles, por eso, cuando llegó a Hanói y vio una de los miles de octavillas que decían "Hồ Chí Minh estará en Hanói para la fiesta del Tet" para él constituía un desafío.
El desafío no resultaba ni mucho menos un farol. Tras la derrota en Cao Bang los Vietminh habían conseguido formar cuatro divisiones de infantería y una de artillería bien armadas por soviéticos y chinos. Además los miembros del politburó vietnamita conocían la situación en Francia (inestabilidad de los gobiernos, población dividida respecto a la Indochina, hastío de la guerra...). Sabían que podían ganar a los franceses en una guerra larga, pese a que algunos autores consideran que Giap y Ho habían subestimado a sus adversarios.

## Los preparativos

### Por parte de los franceses
Según expone David Solar las medidas tomadas por el general francés fueron numerosas y, como se comprobaría después, exitosas.
1. Prohibición de evacuación de civiles. La población francesa tendría que quedarse, pues mientras estuviesen allí los hombres tendrían motivos para luchar, según había declarado.
2. Movilización a la población masculina francesa, para liberar a los soldados de realizar guardias. Esta medida resultó muy necesaria ante las sucesivas excusas puestas por París para no enviar a la Colonia nuevos reclutas, pese a las sucesivas peticiones que realizaban los generales.
3. Organización de grupos móviles que aunaban velocidad, autonomía y potencia de fuego; inspirados en las unidades de la Wehrmacht con las que tuvo que enfrentarse en la Champagne e l’Yonne.
4. Levantar una posición fortificada en la llanura de Vinh Yen, en pleno territorio enemigo; para forzar al Viet Minh a luchar en una batalla convencional donde su artillería y aviación podrían darle la victoria.

### Por parte de los vietminh
1. Giap movilizó a dos de sus divisiones para presionar a los enclaves secundarios de Vinh Yen y así debilitar la posición.
2. Rehusó salir a campo abierto hasta no tener la totalidad de fuerzas listas y la posición fortificada lo más débil posible.
3. Emplazó su artillería para cubrir a las oleadas humanas que se lanzarían sobre las tropas coloniales en el momento preciso.

## La batalla
Tras varios ataques a las posiciones menores y amparados por la noche los artilleros del Viet Minh atacan la posición principal en Vinh Yen para cubrir a los hombres de las dos divisiones de infantería allí desplegadas.
Los primeros intentos son rechazados por los defensores; pero poco a poco la posición se debilita hasta casi perderse. Sin embargo, el propio De Lattre se desplazó hasta Vinh Yen, para imprimir ánimos a los defensores y reorganizar la defensa. Con esa inyección de moral y sus órdenes los franceses lograron resistir las últimas oleadas y ganar tiempo para recibir refuerzos.
De Lattre regresó a Hanoí, envió socorros a los defensores y reunió todos los aviones de la colonia para utilizar lo que, para esa época y esa región, era un arma desconocida: el napalm.
Cuando los guerrilleros de Giap ya habían entrado en parte de las posiciones francesas la llegada de los aviones con su nueva arma mató a un gran número de hombres; pero aterró a la casi totalidad de las fuerzas vietnamitas. Las inmensas bolas de fuego negro y rojizo que se producían al caer los barriles hicieron huir aterrados a la mayor parte de los guerrilleros. Según testigos las llamaradas eran capaces de arrancar cabezas y lanzarlas por el aire. Un teniente del Viet Minh preguntó asombrado "Pero ¿Qué es esto? ¿la bomba atómica?".
Aviones como el Grumman F8F Bearcat realizaron una pasada tras otra atacando a la infantería de Giap en tierra con sus cuatro cañones, los cohetes instalados y el comentado napalm.
La infantería francesa cargó contra los guerrilleros en retirada, inflingiéndoles aún más bajas y desorganizando casi por completo las unidades. La persecución no terminó hasta que los supervivientes pudieron refugiarse en la jungla.

## Las conclusiones
Tras Vihn Yen, Giap perdió al 30% de sus hombres y casi todas sus divisiones quedaron inservibles, tardó meses en volverlas a reorganizar. La confianza que tenían los jerarcas comunistas en una victoria no demasiado lejana recibió un fuerte golpe.
La gran derrota en el río Rojo arrastra a otras. En mayo los vietnamitas son vencido en Mao Khe y en junio en el río Day.
Sin embargo, Giap demostró su capacidad de adaptación y sus dotes para aprender de los errores. Desde entonces rehusó los enfrentamientos en campo abierto hasta no estar realmente preparado.
Los franceses, por su parte, recibieron un fuerte refuerzo para sus esperanzas de victoria que, a la larga, resultó perjudicial. Al año siguiente perdieron a su comandante en jefe, enfermó de cáncer, y fue sustituido por el general Salan y más tarde Navarre. Pero pensaron en que la táctica de una posición erizo fuertemente defendida y apoyada por la aviación les podía volver a resultar. En 1953 fortificaron el valle de Dien Bien Phu (también en pleno territorio enemigo y desde donde podrían atacar a los Viet Minh y replegarse después) con un resultado demoledor para su permanencia en Indochina.
La Batalla del delta del río Rojo hizo realidad el dicho de que "de los errores se aprende" y también el pronunciado por Napoleón "el momento más peligroso viene tras la victoria".